# Jesup (Georgia)
Jesup – miasto w Stanach Zjednoczonych, w stanie Georgia, siedziba administracyjna hrabstwa Wayne. Według spisu w 2020 roku liczy 9,8 tys. mieszkańców. 